# Битка за Лењано (опера)
Битка за Лењано (La battaglia di Legnano), опера, tragedia lirica у четири чина Ђузепеа Вердија

## Либрето
Салваторе Камарано (Salvatore Cammarano) према драми Битка за Тулуз (La bataille de Toulouse) Франсоа-Јозеф Мерија (François-Joseph Méry).

## Праизведба
27. јануар 1849, Рим у Teatro Argentina.

## Ликови и улоге
Фридрих Барбароса (Federico Barbarossa), немачки цар - бас

Први конзул Милана (Primo Console di Milano) - бас

Други конзул Милана (Secondo Console di Milano) - бас

Градоначелник Комоа (Il podestà di Como) - бас

Роландо (Rolando), Милански вођа - баритон

Лида (Lida), његова жена - сопран

Ариго (Arrigo), Веронски војник - тенор

Марковалдо (Marcovaldo), немачки затвореник - баритон

Имелда (Imelda), Лидина слушкиња - мецосопран

Гласник (Araldo), - тенор

Аригов штитоноша - тенор
Витезови Смрти, магистрати и вође народа Комоа, Лидине слушкиње, народ Милана, сенатори Милана, војници из Вероне, Новара, Плаћенце и Милана, немачка војска (хор)

## Место и време
Милано и Комо,  1176. године

## Познате музичке нумере
- La pia materno mano (Нежна мајчинска рука) – Аригова каватина (I чин)